# Maison des frères Nikolić
La maison des frères Nikolić (en serbe cyrillique : Кућа браће Николић ; en serbe latin : Kuća braće Nikolić) est située à Belgrade, la capitale de la Serbie, dans la municipalité urbaine de Vračar. Construite entre 1912 et 1914, elle est inscrite sur la liste des biens culturels de la ville de Belgrade.

## Présentation
La maison des frères Nikolić, située 11 rue Njegoševa, a servi de résidence aux frères Jovan et Maksim Nikolić. Elle constitue l'un des rares exemples subsistant de l'architecture serbo-byzantine. Elle a été construite entre 1912 et 1914 d'après un projet de l'architecte Branko Tanazević qui fut un des promoteurs du renouveau du style national serbe.
La disposition de l'ensemble apparaît comme une combinaison entre l'académisme, s'affichant dans les structures de base, et la décoration serbo-byzantine de la façade ; suivant la tradition la plus ancienne, la façade est ornée de rectangles colorés et de replis également colorés qui rappellent une décoration à base de céramique. Sur le plan de la décoration, la maison s'inspire aussi de l'Art nouveau.